# Numa (Iowa)
Pour les articles homonymes, voir Numa.
Numa est une ville du comté d'Appanoose, en Iowa, aux États-Unis. Elle est fondée en 1871.

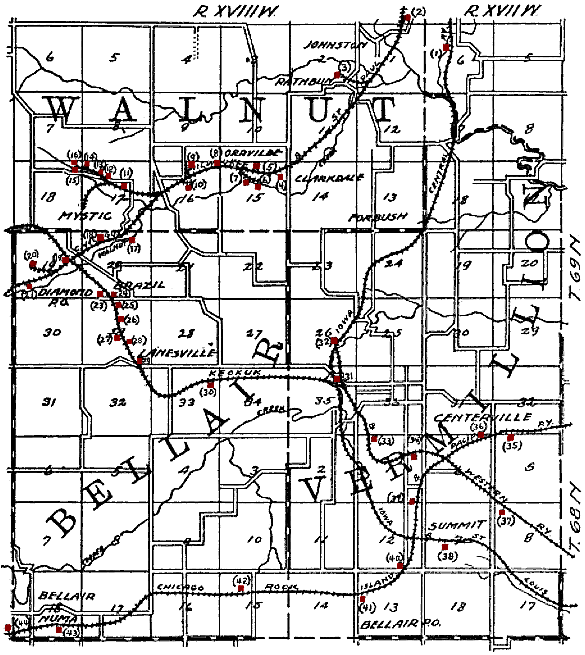
Carte de la région de Numa de 1908, montrant les chemins de fer et les mines de charbon maritime (en rouge) de la région. Numa est dans le coin inférieur gauche. Les petites mines qui n'expédient pas par chemin de fer ne sont pas représentées.

## Source de la traduction
- (en) Cet article est partiellement ou en totalité issu de l’article de Wikipédia en anglais intitulé « Numa, Iowa » (voir la liste des auteurs).